# Brandon Sanderson
Brandon Sanderson, född 19 december 1975 i Lincoln, Nebraska, är en amerikansk fantasyförfattare. Sanderson har gjort sig känd bland annat för sin fantasytrilogi Mistborn och fått i uppdrag att slutföra Robert Jordans romanserie Sagan om Drakens återkomst. Sanderson började studera biokemi vid Brigham Young University, men efter ett studieuppehåll som missionär i Sydkorea för Jesu Kristi Kyrka av Sista Dagars Heliga började han istället studera engelska och fokusera på skrivande.
Sanderson's kortroman The Emperor’s Soul vann 2013 ett Hugopris.

## Sagan om Drakens återkomst
När den amerikanske fantasyförfattaren Robert Jordan dog utan att ha hunnit slutföra sin serie Sagan om Drakens återkomst, valde hans fru ut Sanderson till att slutföra historien (baserat på Jordans anteckningar) eftersom hon blev imponerad när hon läste Sandersons bok Mistborn. Serien avslutades av tre böcker, varav den första (tolfte engelska, som motsvaras av bok 23 och 24 på svenska, boken totalt) kom ut i oktober 2009 och heter The Gathering Storm. Den näst sista boken i serien (trettonde boken totalt) heter Towers of Midnight och kom ut i november 2010. Den sista volymen i serien, med namn A Memory of Light, kom ut i januari 2013.